# 대한민국 헌법 제96조
대한민국 헌법 제96조는 대한민국 헌법의 조항이다.

## 조항
행정각부의 설치,조직과 직무범위는 법률로 정한다.

## 내용
정부조직법의 법원(法原)이 된다.